# Korsis Island
Korsis Island (englisch; bulgarisch остров Корсис ostrow Korsis) ist eine in südost-nordwestlicher Ausrichtung 300 m lange und 180 m breite Felseninsel im Archipel der Südlichen Shetlandinseln. Sie liegt 0,75 km nordöstlich des Byewater Point, 0,76 km ostnordöstlich des Gergini-Riffs und 2,93 km südwestlich des Bizone Rock vor der Nordwestküste von Snow Island.
Bulgarische Wissenschaftler kartierten sie 2009. Die bulgarische Kommission für Antarktische Geographische Namen benannte sie 2017 nach dem bulgarischen Heerführer Korsis aus dem 9. Jahrhundert.